# Сазавка
Сазавка (чеш. Sázavka) — река в Центральной Европе, протекает по территории Чехии, правобережный приток реки Сазавы. Общая протяжённость реки составляет 31,2 км, площадь водосборного бассейна 132,7 км². Средний расход воды 0,75 м³/с.
Берёт начало у деревни Ранков. Течёт в западном направлении, у населённого пункта Лештина-у-Светле поворачивает на юг. Впадает в Сазаву в черте города Светла-над-Сазавоу.